# Berta García

b Matchs officiels uniquement.
Dernière mise à jour le 4 mars 2023.
Berta García est une joueuse espagnole de rugby à XV, née le 12 avril 1982, de 1,73 m et 70 kg, occupant le poste d'ailière pour le club de Universidad Coruña et en sélection nationale pour l'équipe d'Espagne.

## Biographie
Elle participe à trois Coupe du monde à XV, deux Coupe du monde à sept et aux Jeux olympiques 2016. Elle a également participé au Tournoi des Six Nations féminin.
Elle met un terme à sa carrière de joueuse en 2017.